# Metamikt
Metamikt (früher auch pyrognomisch) ist die Bezeichnung eines Kristalls, dessen Kristallstruktur durch Radioaktivität zerstört wurde.
Bei Kristallen mit einem relativ hohen Gehalt an radioaktiven Elementen werden die Atome aufgrund der ionisierenden Strahlung aus ihren Gitterplätzen herausgeschlagen und gelangen nicht mehr in ihre Ursprungsposition zurück. Damit geht der vorher kristalline Zustand quasi in einen amorphen, glasähnlichen Zustand über. In Verbindungen mit wenig ausgeprägtem Salzcharakter ist die negative Wirkung auf das Kristallgitter besonders hoch.
Das Material behält meist seine äußere, kristalline Erscheinungsform, Dichte und Transparenz nehmen jedoch ab und die Farbe ändert sich von Grün oder Braun bis zu einem undurchsichtigen Schwarz. Zudem nimmt der Glanz ab und wird pechartig. Auch die Spaltbarkeit geht verloren, dafür zeigt sich allerdings ein auffällig muscheliger Bruch.
Metamikte Kristalle werden auch als isotropierte bzw. isotropisierte Kristalle bezeichnet, da ihre ursprünglich richtungsabhängigen (anisotropen) Eigenschaften wie Härte und Brechungsindex nun richtungsunabhängig werden.
Die Isotropierung kann oft durch Erhitzen „repariert“ werden. Durch die Hitze gelangen die Atome wieder zurück an ihren Platz, wobei auch Energie frei wird, was sich durch ein Aufglühen äußern kann (siehe Thermolumineszenz). Die sogenannte Wigner-Energie basiert auf der Isotropierung von Graphit-Moderatoren.
Beispiele für metamikte Kristallfunde bei Mineralen sind unter anderem Allanit, Blomstrandin, Betafit, Columbit, Euxenit, Fergusonit, Gadolinit, Pyrochlor, Samarskit, Thorit und Zirkon. Andere Minerale wie beispielsweise Uraninit, Thorianit und Yttrotitanit sind trotz ihrer hohen Gehalte an Uran und Thorium oft nur wenig isotropisiert. Man nimmt daher an, dass ihre Kristallgitter über gute Regenerationseigenschaften verfügen.

## Weblink
- Mineralienatlas:metamikt (Wiki)